# Tim van de Loo
Tim van de Loo (Nieuw-Vennep, 22 marzo 2003) è un calciatore olandese, centrocampista dell'RKC Waalwijk.

## Carriera
van de Loo ha iniziato a giocare a calcio nel settore giovanile dell'Alphense Boys per poi passare al Telstar nel 2021. Il 14 agosto 2023 ha debuttato in prima squadra nell'incontro di Eerste Divisie perso 1-0 contro il Jong PSV ed il 28 novembre seguente ha firmato il suo primo contratto professionistico. Ha segnato la sua prima rete il 26 febbraio 2024 nel successo per 3-0 sullo Jong Ajax.
Il 17 giugno 2024 è stato acquistato a titolo definitivo dall'RKC Waalwijk.

## Statistiche

### Presenze e reti nei club
Statistiche aggiornate al 14 ottobre 2024
| Stagione        | Squadra         | Campionato      | Campionato | Campionato | Coppe nazionali | Coppe nazionali | Coppe nazionali | Coppe continentali | Coppe continentali | Coppe continentali | Altre coppe | Altre coppe | Altre coppe | Totale | Totale | Totale |
| Stagione        | Squadra         | Comp            | Pres       | Reti       | Comp            | Pres            | Reti            | Comp               | Pres               | Reti               | Comp        | Pres        | Reti        | Pres   | Reti   |        |
| --------------- | --------------- | --------------- | ---------- | ---------- | --------------- | --------------- | --------------- | ------------------ | ------------------ | ------------------ | ----------- | ----------- | ----------- | ------ | ------ | ------ |
| 2023-2024       | Telstar         | 1D              | 35         | 1          | CO              | 1               | 0               | -                  | -                  | -                  | -           | -           | -           | 36     | 1      |        |
| 2024-2025       | RKC Waalwijk    | ED              | 4          | 0          | CO              | 0               | 0               | -                  | -                  | -                  | -           | -           | -           | 4      | 0      |        |
| Totale carriera | Totale carriera | Totale carriera | 39         | 1          |                 | 1               | 0               |                    | -                  | -                  |             | -           | -           | 40     | 1      |        |